# スティーブ・トラビス
スティーブ・トラビス（Steve Travis、本名：Steven Al Musulin、1950年12月13日 - 2018年8月10日）は、アメリカ合衆国のプロレスラー。バージニア州シャーロッツビル出身。
ベビーフェイスの中堅選手として、NWAの南部テリトリーやWWF（現：WWE）などを主戦場に活動した。

## 来歴
カレッジ時代はアメリカンフットボールのラインマンとして活躍し、卒業後の1975年にはファーストチームのオールアメリカにも選出された。膝の故障のためプロ転向は断念するも、パワーリフティングやアームレスリングの実績も有しており、同じ集合住宅に住んでいたジョニー・パワーズの勧めで1976年にプロレスラーとしてデビュー。
ストーンウォール・ジャクソン（Stonewall Jackson）をリングネームに、パワーズの関与していたノースカロライナのIWAで実戦を積んだ後、カナダ沿海州のイースタン・スポーツ・アソシエーションに転戦。1977年6月、セーラー・ホワイトを破って同地区認定のNWAカナディアン・ヘビー級王座を獲得した。
1978年1月からは本名のスティーブ・ムスリン（Steve Musulin）として、ジム・クロケット・ジュニアが主宰していたミッドアトランティック・チャンピオンシップ・レスリングの前座試合に出場。エイブ・ジェイコブズ、ドン・カヌードル、佐藤昭雄、ジム・ガービン、ジェリー・スタッブス、ロベルト・ソト、さらにはミスター・レスリングとも対戦した。
1978年末より、スティーブ・トラビス（Steve Travis）のリングネームでWWFに進出。当初は欠場中のジミー・バリアントに代わるバリアント・ブラザーズの一員として「スティーブ・バリアント」を名乗り、ヒールでの登場も計画されていたが、本来のベビーフェイスとして参戦。バロン・ミケル・シクルナ、ビクター・リベラ、スタン・スタージャック、ピーター・メイビア、ブルドッグ・ブラワーから勝利を収め、アンドレ・ザ・ジャイアントのタッグパートナーにも起用されるなど、1979年におけるWWFの "The Rookie of the Year" と呼ばれた。同年4月30日にはニューヨークのマディソン・スクエア・ガーデンにおいて、ハーリー・レイスのNWA世界ヘビー級王座に挑戦している。
1980年からはジム・バーネット主宰のジョージア・チャンピオンシップ・レスリングに参戦して、1月5日にオースチン・アイドルからNWAナショナルTV王座を奪取。ベビーフェイス時代のケビン・サリバンやトミー・リッチ、ラーズ・アンダーソンらと組んで、イワン・コロフ&アレックス・スミルノフが保持していたNWAジョージア・タッグ王座にも再三挑戦した。同年はテネシー地区でトージョー・ヤマモトを破り、NWAミッドアメリカ・ヘビー級王座を獲得したともされる。
1980年4月、WWFのブッキングで新日本プロレスに初来日。『MSGシリーズ』の第3回大会に出場し、予選トーナメントの1回戦で木村健吾を破ったが、2回戦で長州力に敗退。決勝リーグには進出できなかったものの、開幕戦の後楽園ホール大会ではメインイベントでスタン・ハンセンのパートナーとなり、アントニオ猪木&坂口征二の黄金コンビを相手に両軍カウントアウトで引き分けの戦績を残した。新日本プロレスには翌1981年10月開幕の『闘魂シリーズ』にも再来日。10月16日に大分県立総合体育館において、藤波辰巳のWWFジュニアヘビー級王座に挑戦した。
1982年もWWFを主戦場として活動。ジェシー・ベンチュラ、アドリアン・アドニス、ブラックジャック・マリガン、ジミー・スヌーカ、カウボーイ・ボブ・オートン、プレイボーイ・バディ・ローズ、スーパースター・ビリー・グラハムなど、WWFヘビー級王者ボブ・バックランドの挑戦者となるヒール勢のジョバーを務めつつ、アンドレやトニー・アトラスと組んでミスター・フジ&ミスター・サイトーの保持していたWWFタッグ王座に再三挑戦した。
1983年は古巣のミッドアトランティックに戻り、グレッグ・バレンタインのNWA USヘビー級王座やザ・グレート・カブキのNWAミッドアトランティックTV王座に挑戦した。1984年はジョージアでロード・ウォリアーズやニコライ・ボルコフ、ジェイク・ロバーツ、レス・ソントンらと対戦したが、同年に自動車事故を起こして引退を余儀なくされた。
引退後はフィットネスクラブのトレーナーとなる一方、スクラップから彫刻を作製するジャンクヤード・アーティストとしても活動。自身の交通事故の原因でもあった薬物乱用および依存症の危険性を訴える講演活動にも取り組んでいた。
2018年8月10日、67歳で死去。

## 獲得タイトル
イースタン・スポーツ・アソシエーション
- NWAカナディアン・ヘビー級王座：1回[7]

ジョージア・チャンピオンシップ・レスリング
- NWAナショナルTV王座：1回[11]

NWAミッドアメリカ
- NWAミッドアメリカ・ヘビー級王座：1回[13]